# Knut Mikaelsson

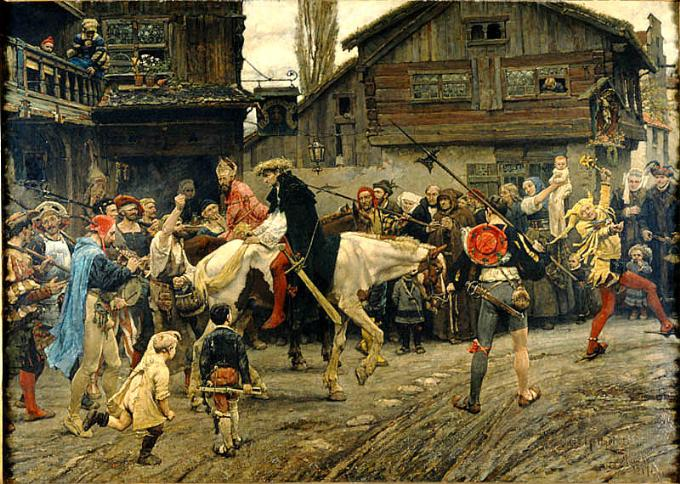
Peder Sunnanväders och Mäster Knuts skymfliga intåg i Stockholm 1526 (1879) av Carl Gustaf Hellqvist.

Knut Mikaelsson (latin: Canutus Michaelis), även Mäster Knut, avrättad 21 februari 1527 i Stockholm, var en svensk katolsk präst, biskop electus, domprost, riksdagsman och upprorsledare.

## Biografi
Knut Mikaelsson blev baccalaureus 1509 och benämns sedermera magister. Han deltog i dagtingan i Uppsala 1520, där Kristian II erkändes som regent och Kristina Gyllenstierna benådades för sitt uppror. Mikaelsson blev därefter utnämnd till domprost i Västerås stift och riksföreståndare Gustav Vasas kansler. Han deltog i riksdagen 1523.
Han utsågs 1523 till ärkebiskop av domkapitlet med erkännande av Gustav Vasa och påven Hadrianus V, men var under lång tid electus (utnämnd men inte installerad). Innan han hann tillträda dömdes han emellertid för samröre med Peder Jakobsson, även kallad Peder Sunnanväder, och förlorade därmed sitt biskopsämbete.
De båda flydde till Dalarna där de låg bakom första dalupproret. För sin medverkan i detta dömdes Knut Mikaelsson till döden i Stockholm.
På Stortorget tvingades han dricka bödeln till och avrättades 21 februari 1527.